# Diplazon cascadensis
Diplazon cascadensis là một loài tò vò trong họ Ichneumonidae.